# Saltera
Saltera é um género botânico pertencente à família Penaeaceae.
1. ↑  «Saltera — World Flora Online». www.worldfloraonline.org. Consultado em 19 de agosto de 2020